# Black (band)
 For alternative betydninger, se Black. (Se også artikler, som begynder med Black)
Black (1962-2016) var et musikprojekt fra Storbritannien. Det bestod af singer/songwriter Colin Vearncombe, og udgivelserne har gennem tiden varieret mellem at blive udgivet som "Black" og under sit eget navn.
Gruppen blev dannet af Colin Vearncombe i 1981 og havde i 1987 et hit med nummeret "Wonderful Life".

## Diskografi
- Wonderful Life (1987)
- Comedy (1988)
- Black (1991)
- Are We Having Fun Yet? (1993)
- The Accused (1999)
- Water on Snow (2000)
- Smoke Up Close (2002)
- Between Two Churches (2005)
- The Given (2009)
- Water on Stone (2009)
- Blind Faith (2015)